# Brachyphaea proxima
Brachyphaea proxima là một loài nhện trong họ Corinnidae.
Loài này thuộc chi Brachyphaea. Brachyphaea proxima được Roger de Lessert miêu tả năm 1921.